# Château de Sandon
Pour les articles homonymes, voir Sandon.
Le château de Sandon (ou demeure de Sandon), est un domaine privé, inscrit à l'inventaire supplémentaire des monuments historiques, situé à Pontarlier, dans le département français du Doubs, en Franche-Comté.

## Localisation
Le domaine de Sandon se trouve à la sortie sud de Pontarlier en direction de La Cluse-et-Mijoux et de la Suisse. Il est situé entre le Doubs et la ligne de chemin de fer Pontarlier-Neuchâtel, à proximité de la RN 57. Il ne se visite pas.

## Histoire
Le domaine original date des XVIIe , XVIIIe siècles comme en témoigne la chapelle, et fut à l'origine une scierie. La dérivation sur le Doubs existe toujours. Achetée au début du XIXe siècle par le maire de Pontarlier de l'époque, Philippe Demesmay, elle est toujours propriété de la famille. La scierie est reconstruite en 1846 et une passerelle enjambant le Doubs est construite en 1879 et emportée en 1882. En 1910, le corps de logis est construit dans un style régionaliste, typique du début du XXe siècle.
De nombreux éléments du domaine sont inscrits au titre des monuments historiques en 2003.

## Architecture
Le domaine se compose d'une chapelle du XVIIe siècle, d'une maison du XVIIIe siècle, de la maison de 1910, ainsi que de diverses dépendances.

## Galerie

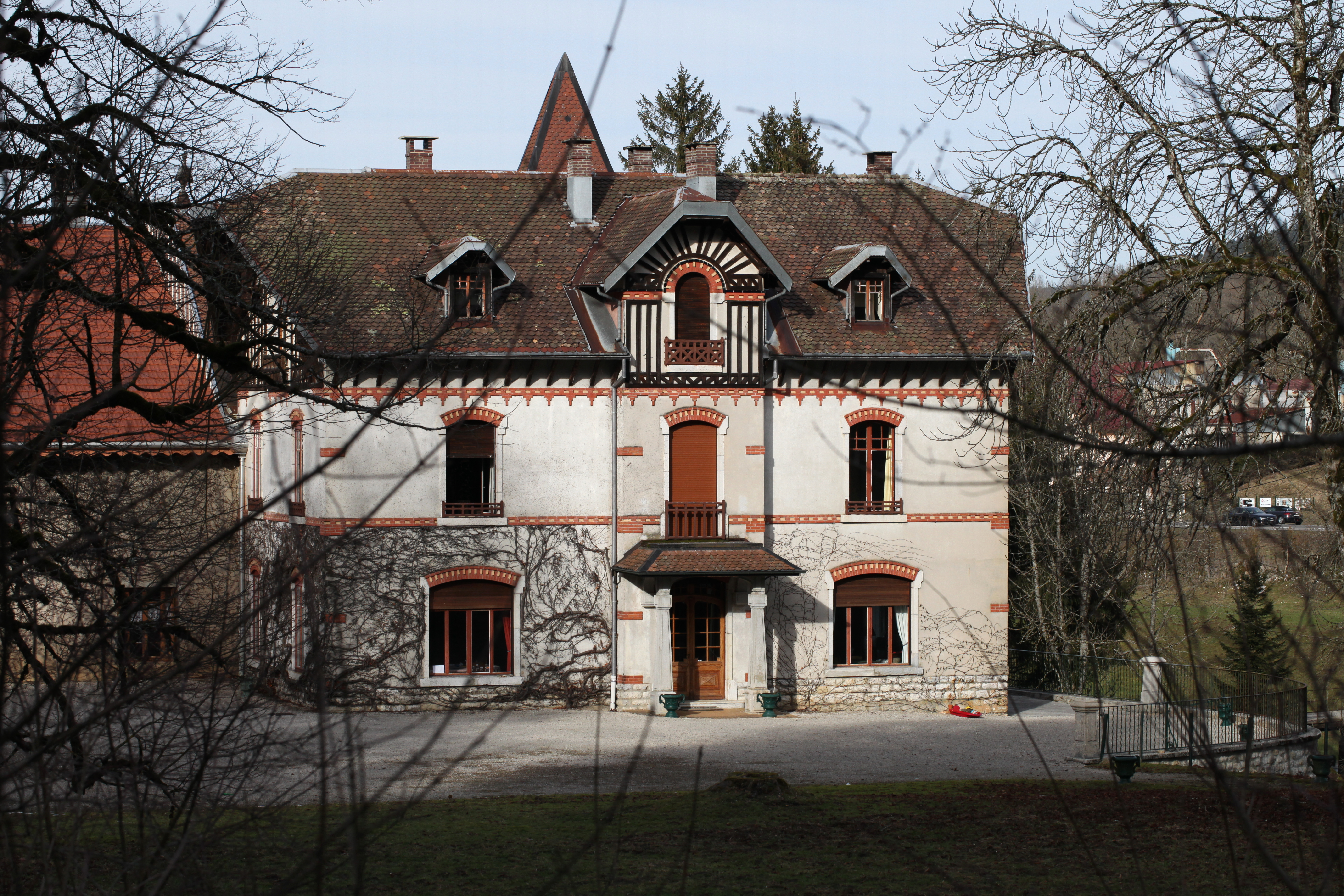
Demeure de Sandon, côté sud-ouest.
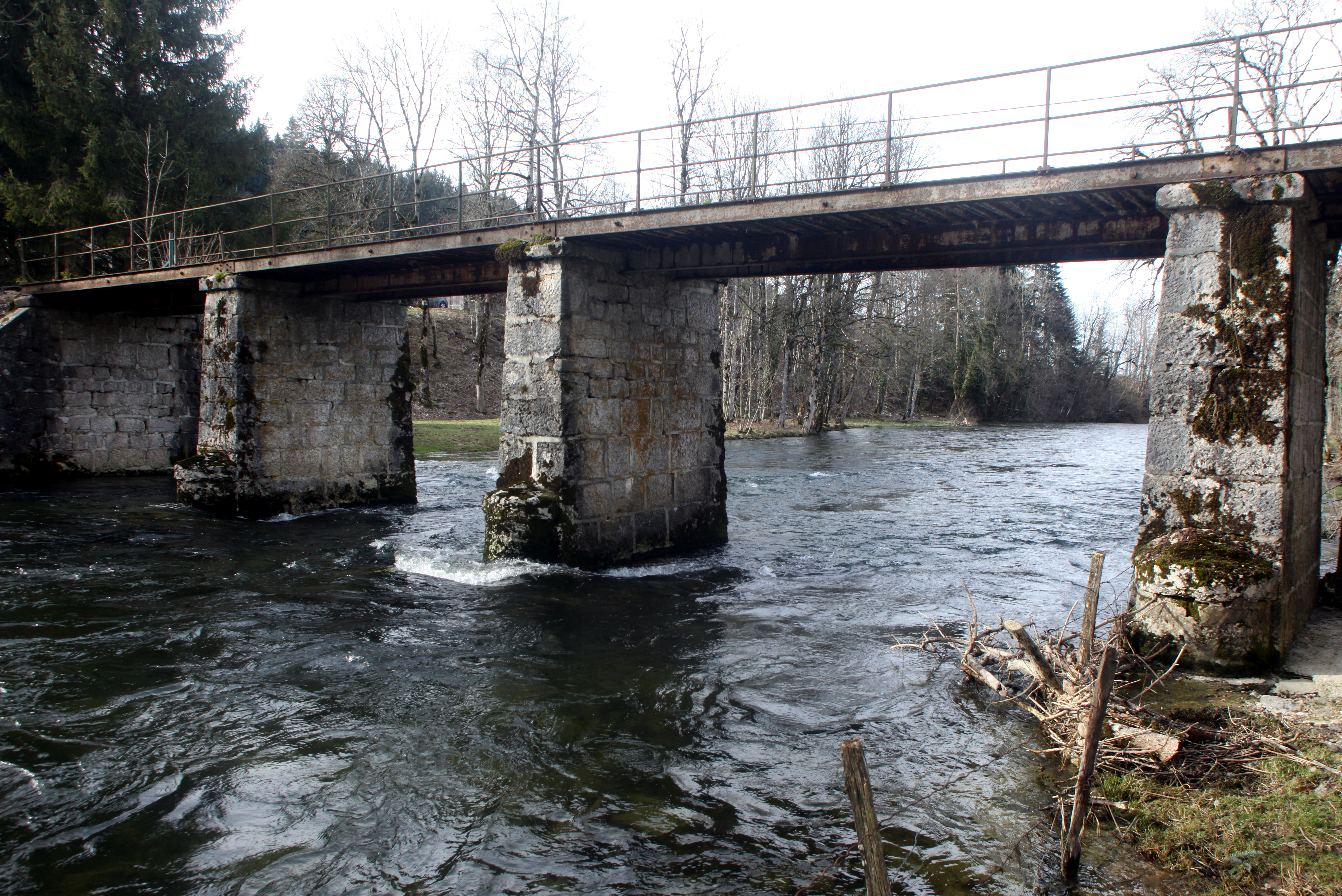
Pont sur le Doubs pour accéder à la demeure de Sandon
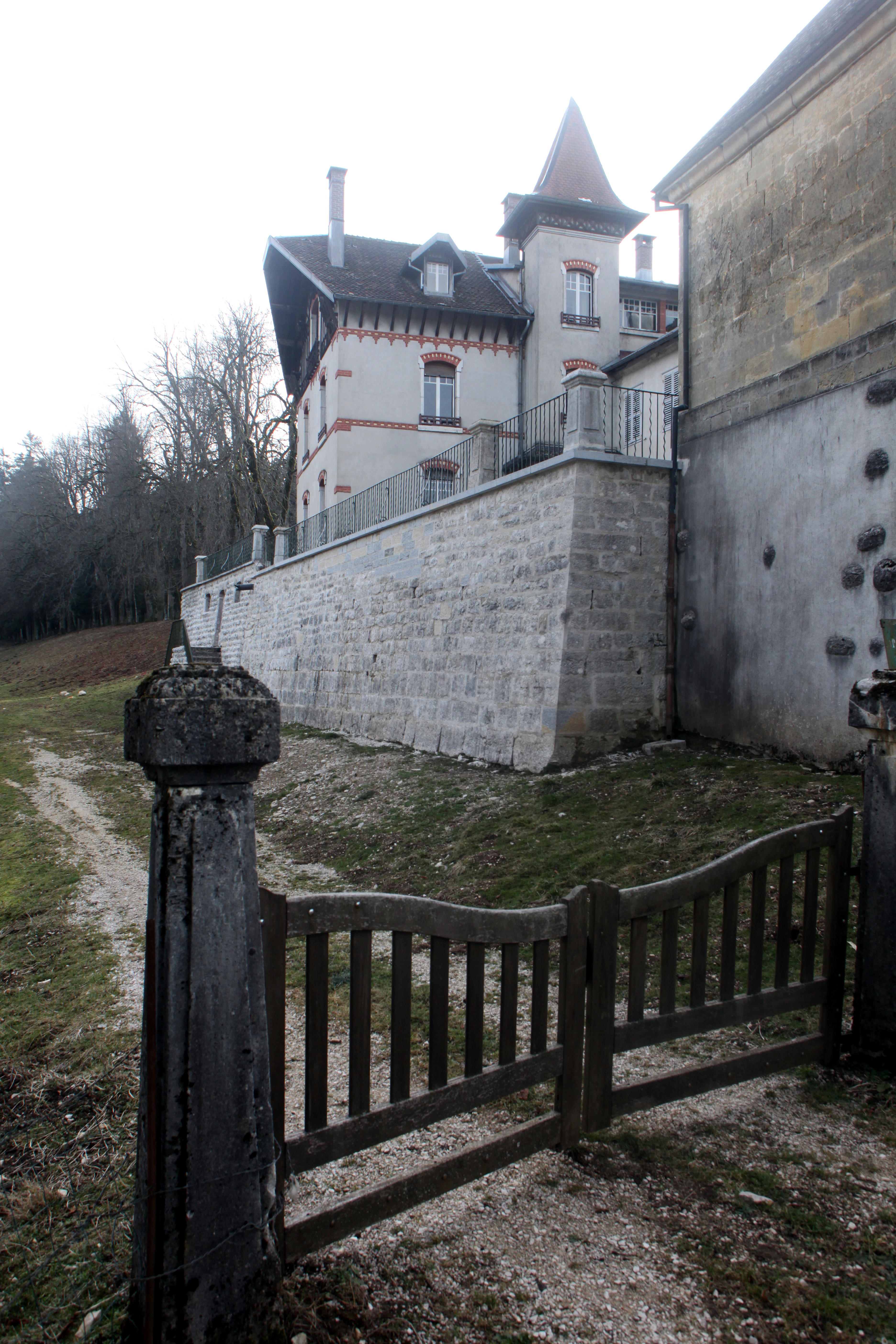
Demeure de Sandon, côté sud-est
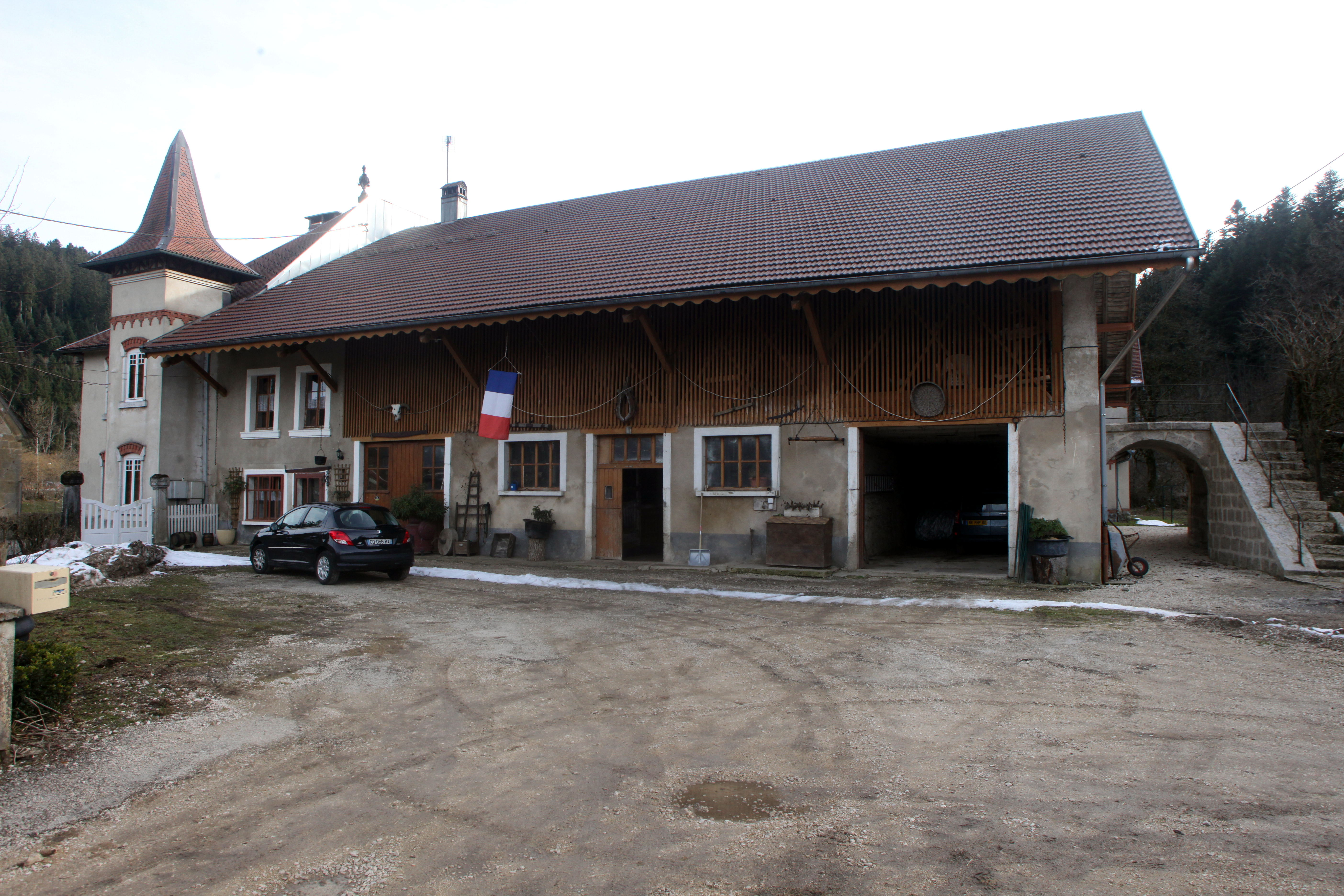
La ferme du domaine